# Partnerschaftsvermittlung
Als Partnerschaftsvermittlung werden Unternehmen bezeichnet, die – meist gegen Entgelt – Kontakt zwischen Menschen vermitteln, die eine Partnerschaft wünschen.

## Klassische Partnerschaftsvermittlung
Die klassische Partnervermittlung Heiratsvermittlung Nach der Anmeldung des Auftraggebers werden neben seinen persönlichen Daten wie Alter, Geschlecht und Aussehen auch bestimmte Vorlieben aufgenommen, die bei der Partnersuche eine Rolle spielen können. Dies sind unter anderem Hautfarbe, beruflicher Status, Rauchgewohnheiten, Anzahl der Kinder, Religion und sexuelle Präferenzen.
Diese Daten werden mit den Daten potenzieller Partner verglichen, der Auftraggeber erhält danach einen oder mehrere Vermittlungsvorschläge. Entscheidet sich der Auftraggeber für eine oder mehrere Personen, so kann bei gegenseitigem Gefallen ein Treffen arrangiert werden.
In der Regel arbeitet die klassische Partnervermittlung im Direktvertrieb. Viele Zeitungen bieten auch die Möglichkeit, über Kontaktanzeigen einen Partner zu finden. Die erste bekannte Kontaktanzeige erschien am 19. Juli 1695 in England.

## Neue Arten der Partnerschaftsvermittlung
Erste Anfänge der Partnervermittlung mittels Computer entstanden bereits in den 1950er Jahren in den USA.
Neben der klassischen Partnerschaftsvermittlung haben sich in den letzten Jahren Online-Singlebörsen etabliert. Dort kann man sich anmelden und potentielle Partner selbst aussuchen. Alle angemeldeten Benutzer bekommen ein Benutzerprofil. Dort lassen sich relevante Daten eintragen, ein oder mehrere Fotos hinterlegen sowie Nachrichten senden und empfangen. Hinsichtlich der Qualität dieser Angebote gibt es jedoch große Unterschiede. Manchmal findet ein Matching der Profile statt.
Durch das Internet gibt es viele, auch kostenlose Möglichkeiten, doch sind diese meist durch eine hohe Unverbindlichkeit gekennzeichnet.

## Statistik
2010 war die Hälfte der alleinstehenden Deutschen zwischen 35 und 60 Jahren, die einen Partner suchten, in Singlebörsen angemeldet, die jedoch zu klassischen Partnerschaftsvermittlungen nur teilweise in Konkurrenz stehen.

## Betrugsfälle
Neben den seriösen Anbietern gibt es zahlreiche „Schwarze Schafe“. Einige Anbieter versuchen die Nutzer mit nicht existierenden Personen zu locken.
So wurde 2016 folgender Fall bekannt: Ein 50-jähriger Bauer interessierte sich für Daniela, eine 30-jährige Kindergärtnerin vom Land, die in einem Inserat angepriesen wurde. Da eine solche Frau nicht tatsächlich existierte, fühlte sich der Mann "über den Tisch gezogen" und verklagte die Augsburger Agentur. Nach rechtskräftigem Urteil musste das Unternehmen dem Bauern 1200 € rückerstatten.
Oftmals werden auch Partnerschaften mit ausländischen Personen in Aussicht gestellt. Dies kann insofern zu einem Problem werden, da sich besonders hier dubiose Anbieter hinter Angeboten verstecken, deren Ziel es ist, den Auftraggeber unter einem Vorwand oder sogar mit gefälschten Profilen zu verleiten, hohe Vorauszahlungen zu leisten, weil zum Beispiel die Reise in das jeweilige Land sehr teuer und die Abwicklung mit Behörden sehr kompliziert sei. Durch die Anonymität im Internet ist die Gefahr des Betruges besonders groß.